# Chiến tranh phòng không

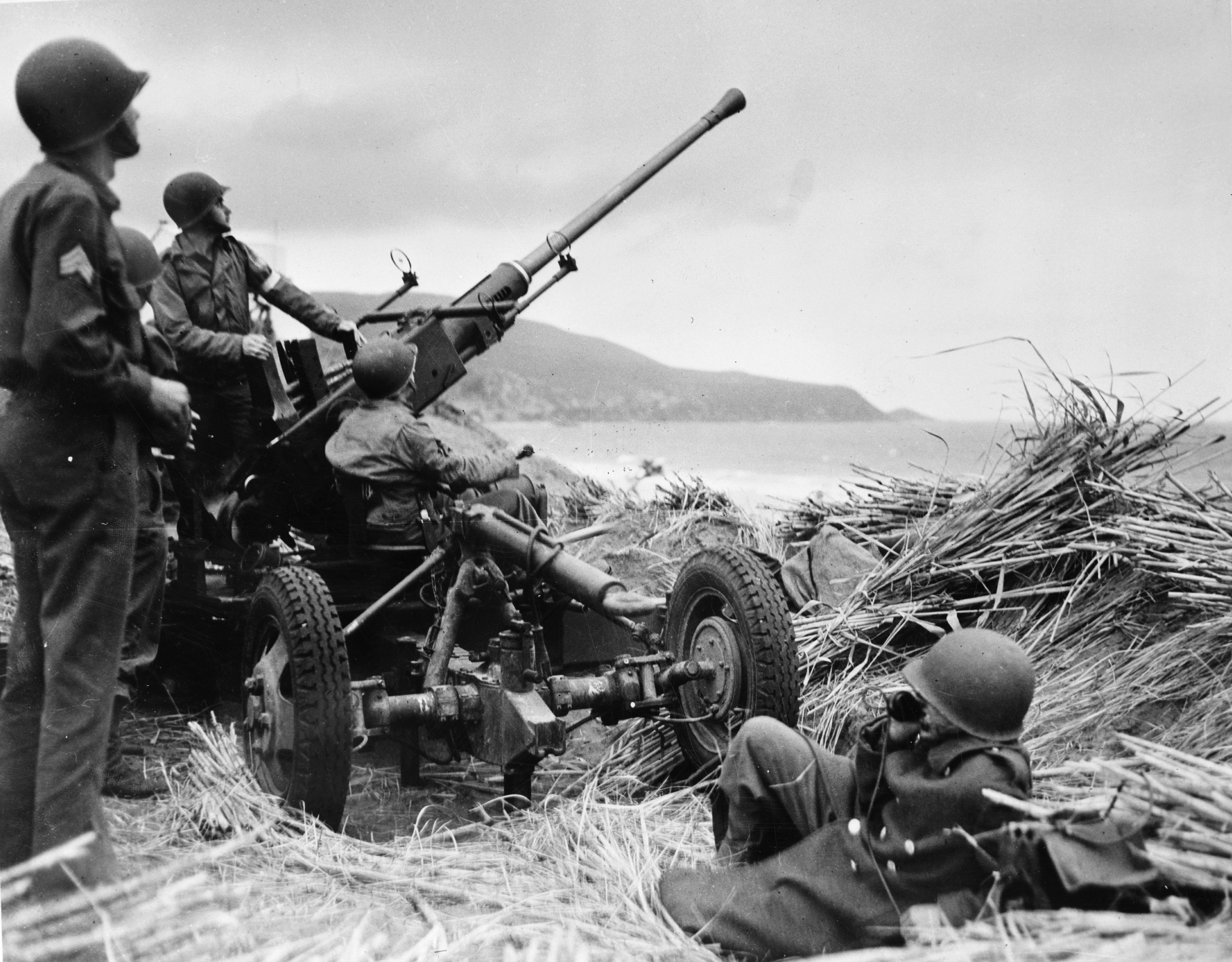
Pháo phòng không Bofors 40 mm của Lục quân Hoa Kỳ đang trực chiến phòng không tại bờ biển Algérie trong Thế Chiến II, vào năm 1943

Chiến tranh phòng không hay phòng không là các biện pháp đáp trả các hình thức chiến tranh trên không, được định nghĩa bởi NATO là: "tất cả các biện pháp được thiết kế để làm vô hiệu hoặc giảm thiểu hiệu quả tác chiến trên không của đối phương". Bao gồm các hệ thống vũ khí trên mặt đất, trên biển  và trên không, được hỗ trợ bởi các hệ thống cảm biến, chỉ huy và điều khiển và các biện pháp thụ động khác. Chiến tranh phòng không được sử dụng để bảo vệ các lực lưởng, hải quân, lục quân và không quân tại bất kì vị trí nào. Tuy nhiên, đa số các quốc gia đều tập trung vào việc bảo vệ lãnh thổ đất nước hơn. NATO sử đụng thuật ngữ "phòng không" cho hoạt động phòng thủ ở trên không và "chiến tranh phòng không" cho các hoạt động phòng không ở trên biển. Phòng thủ tên lửa là một nhánh của chiến tranh phòng không, như là nhiệm vụ đánh chặn bất kì vật thể nào đang trong quá trình bay.
Cho đến năm 1950, vũ khí phòng không cơ bản chỉ là các kiểu súng và pháo có cỡ nòng từ 7.62 mm đến 152.4 mm; sau này tên lửa dẫn đường mới dần thay thế các kiểu pháo phòng không, trừ trường hợp ở các khoảng cách gần (như Hệ thống vũ khí đánh gần hoặc các hệ thống pháo-tên lửa phòng không tích hợp).

## Thuật ngữ
Thuật ngữ "phòng không" có lẽ được sử dụng lần đầu bởi người Anh khi Bộ tư lệnh phòng không Đảo Anh (ADGB) được thành lập bởi Bộ tư lệnh Không quân Hoàng gia Anh vào năm 1925. Tuy nhiên, ở Anh người ta cũng dùng thuật ngữ "chống máy bay" (anti-aircraft) như là một từ được sử dụng rộng rãi cho đến năm 1950. Sau Chiến tranh thế giới thứ nhất, người ta đôi khi thêm các tiền tố "hạng nhẹ" hoặc "hạng nặng" vào từ phòng không để phân loại các loại pháo hay đơn vị. Thuật ngữ này cũng được đặt cho các tên riêng như AA, AAA hay triple-A như là một cách viết tắt của từ pháo phòng không .
Ở một số quân đội, thuật ngữ Phòng không ở mọi lực lượng vũ trang (AAAD) được sử dụng bởi các binh sĩ không chuyên. Cuối thế kỉ 20 cũng xuất hiện các thuật ngữ khác như "trận địa phòng không trên mặt đất'' (GBAD), phòng không tầm ngắn (SHORAD) hay hệ thống phòng không vác vai(MANPADS). Các loại tên lửa phòng không được gọi là Tên lửa đất đối không (SAM) hay vũ khí đất đối không chính xác (SAGW).
Các thuật ngữ không phải tiếng anh trong chiến tranh phòng không bao gồm Flak (Fliegerabwehrkanone, 'pháo phòng thủ chống máy bay') của Đức, trong tiếng anh được gọi là 'flak', và rotivovozdushnaya oborona (Chữ Kirin: Противовозду́шная оборо́на) của Nga, dịch theo nghĩa đen là "phòng không", viết tắt là PVO. Ở Nga, các hệ thống phòng không được gọi là zenitnye (chỉ vào thiên đỉnh). Ở pháp, phòng không được gọi là DCA (Défense contre les aéronefs, aéronef là từ dùng để chỉ toàn bộ các mối đe dọa trên không).
Tầm bắn tối đa của các loại pháo hay tên lửa là một nhân tố quan trọng. Tuy nhiên, nếu sử dụng chung một định nghĩa, hiệu năng của các loại vũ khí đơn giản là không thể so sánh với nhau được. Khái niệm "trấn bay", độ cao tối đa mà viên đạn có thể đạt được nếu bắn thẳng đứng, thưởng không được sử dụng vì có khá ít pháo phòng không có thể bắn thẳng đứng, và ngòi nổ có thể được hẹn giờ để kích nổ sớm hơn.
Người Anh đã đưa ra thuật ngữ "trần bắn hiệu quả", có nghĩa là độ cao mà khẩu pháo có thể bắn một loạt đạn vào một mục tiêu đang di chuyển. Đến năm 1930, người Anh đã định nghĩa nó là "độ cao mà một mục tiêu tiếp cận từ hướng đối diện ở tốc độ 400 mph (640km/h) có thể được bắn trong vòng 20s trước khi góc nâng của pháo đạt 70°". Tuy nhiên, tầm bắn hiệu quả của các loại pháo phòng không hạng nặng bị ảnh hưởng bởi các yếu tố ngoại đạn đạo:
- Thời gian được hẹn của ngòi nổ
- Khả năng xác định mục tiêu của hệ thống kiểm soát hỏa lực ở khoảng cách xa
- Độ chính xác của các loạt bắn

## Mô tả chung
Bản chất của phòng không là phát hiện và tiêu diệt các máy bay của đối phuơng. Vấn đề then chốt ở đây là phải bắn một mục tiêu di chuyển trong một không gian 3 chiều; một vật thể đánh chặn không chỉ phải khớp cả 3 loại tọa độ này, mà còn phải được bắn đúng thời gian mà mục tiêu đang ở tại vị trí đó. Điều này có nghĩa là một vật thể sẽ phải được dẫn đường bay đến mục tiêu, hoặc được ngắm vào một vị trí dự đoán trước mà khả năng trúng mục tiêu sẽ là cao nhất.
Xuyên suốt thế kỉ 20, phòng không là một trong những loại hình chiến đấu có tốc độ phát triển nhanh nhất trong kĩ thuật quân sự, nhằm đáp trả sự phát triển của máy bay và các loại hình công nghệ như radar, tên lữa dẫn đường và điện toán. Sự phát triển phòng không bao gồm việc phát triển các loại cảm biến, hệ thống điều khiển hỏa lực, vũ khí và hệ thống chỉ huy và kiểm soát. Ở đầu thế kỉ 20 những khái niệm này hầu như không tồn tại hoặc còn rất sơ khai.
Các loại cảm biến quan trọng trong hệ thống phòng không trong Chiến tranh thế giới thứ nhất là các cảm biến quang học và âm thanh được phát triển đến năm 1930, nhưng nhanh chóng bị thay thế bởi radar. Hệ thống chỉ huy và kiểm soát vẫn còn rất sơ khai cho đến những năm 1930, khi người Anh tạo ra một hệ thống hoàn chỉnh cho ADGB dùng để liên kết với các trận địa phòng không mặt đất với Bộ tư lệnh phòng không Lục quân Anh NATO sau này gọi là "môi trường phòng không trên mặt đất" (air defence ground environment), định nghĩa là "mạng lưới radar mặt đất và trung tâm chỉ huy và kiểm soát một mặt trận riêng biệt được dùng cho kiểm soát chiến thuật và hoạt động phòng không".
Luật khai hỏa (Rules of engagement) là một luật dùng để ngăn chặn lực lượng phòng không bắn nhầm vào máy bay đồng minh hoặc máy bay trung lập, dùng để bổ trợ với hệ thống nhận dạng bạn thù. Trong khi đây là luật có quyền hạn cao nhất, các luật khác cũng có thể được áp dụng cho các kiểu phòng không khác nhau trong cùng một địa điểm và thời gian. AAAD thường hoạt động dưới luật chặt chẽ nhất.
NATO gọi những điều này là luật ra lệnh điều khiển vũ khí (WCO):
- weapons free: được phép bắn tất cả các mục tiêu nghi ngờ không phải là đồng minh
- weapons tight: chỉ được phép bắn các mục tiêu đã xác định là thù địch
- weapons hold: chỉ được phép bắn để tự vệ hoặc khi có lệnh[1]

Các trận địa phòng không mặt đất được triển khai theo nhiều phuơng pháp khác nhau:
- Tự vệ bởi các lực lượng mặt đất sử dụng các vũ khí sẳn có
- Phòng thủ liên kết nhiều nhân tố khác nhau như bộ binh hay xe bọc thép
- Phòng thủ điểm xung quanh một vị trí quan trọng, như cầu, bộ máy chính quyền hay tàu thuyền
- Phỏng thủ khu vực nhằm tạo ra một lá chắn bao quát cả khu vực, có thể kéo dài dọc biên giới của một nước

Phòng không cũng bao gồm các nhân tố khác, nhưng hầu hết đã bị loại bỏ sau chiến tranh thế giới thứ hai:
- Hàng rào khí cầu phòng không dùng để đe dọa các máy bay bay dưới tầm của khí cầu
- Đèn tìm kiếm dùng để soi các máy bay vào ban đêm cho các xạ thủ pháo phòng không và các quan sát viên quang học
- Màn khói nhằm che chắn các mục tiêu trên mặt đất

Các biện pháp phòng không thụ động được định nghĩa bởi NATO là "Các biện pháp vật lí nhằm bảo vệ và phòng thủ người và thiết bị quan trọng nhằm giảm thiểu mức độ hiệu quả của các cuộc tân công trên không hoặc tấn công bằng tên lửa". Các lực lượng mặt đất sử dụng các biện pháp ngụy trang để tránh bị phát hiện bởi máy bay trinh sát và tấn công của đối phuơng. 

## Tổ chức
Trong khi hải quân thường chỉ đảm bảo phòng không cho riêng các tàu thuyền trên biển, tổ chức phòng không trên mặt đất rất khác biệt với từng quốc gia khác nhau.
Ví dụ tiêu biểu nhất là từ Liên Xô, và cách tổ chức này hiện vẫn đang còn được áp dụng bởi một số quốc gia: Phòng không là một nhánh riêng, tương đương với các binh chủng khác như lục quân, hải quân và không quân. Ở Liên Xô lực lượng này được gọi là Phòng không Liên Xô (PVO), binh chủng này được trang bị cả tiêm kích, tách biệt với không quân, và các hệ thống phòng không. Trong binh chủng tiếp tục được chia thành 2 lực lượng riêng biệt là PVO Strany, là lực lượng phòng không chiến lược chịu trách nhiệm về toàn bộ không phận của Liên Xô, và PVO SV, lực lượng phòng không của lục quân. Sau này, cả 2 lực lượng trên đều trở thành một phần của không quân và lục quân.
Một ví dụ khác là từ Nhánh binh chúng pháo phòng không của Quân đội Hoa Kỳ, lực lượng này cũng cung cấp mạng lưới phòng không cho cả lãnh thổ đất nước và trên chiến trường, tuy nhiên lực lượng này lại hoạt động dưới sự chỉ huy của Bộ chỉ huy lực lượng Không quân hợp thành (Joint Force Air Component Commander). Một số quốc gia khác cũng triển khai một nhánh lực lượng phòng không trong lục quân. Các nước khác như Nhật Bản và Isarel chọn cách kết hợp lực lượng phòng không mặt đất vào không quân.
Ở Anh và một số quân đội khác, chỉ có một nhánh phòng không duy nhất chịu trách nhiệm bảo vệ cả lãnh thổ đất nước và lãnh thổ hải ngoại, mậc dù trách nhiệm này đã được chia bớt cho Hải quân Hoàng gia Anh trong việc bảo vệ Quần đảo Anh trong Chiến tranh thế giới thứ nhất. Tuy nhiên, trong Chiến tranh thế giới thứ hai, Trung đoàn Không quân Hoàng gia Anh đã được chỉ định để bảo vệ các sân bay và bao gồm cả phòng không hạng nhẹ. Vào thời kì Chiến tranh Lạnh, Không quân Hoa Kỳ cũng tổ chức các hệ thống phòng không mặt đất tại Anh. Tuy nhiên tất cả các hệ thống phòng không mặt đất đã bị loại bỏ khỏi Quyền xét xử của Không quân Hoàng gia Anh vào năm 2004. Bộ tư lệnh phòng không Lục quân Anh cũng đã bị giải thể năm 1955, nhưng vào giữa những năm 1960 và 1970, Bộ tư lệnh tiêm kích Không quân Hoàng gia Anh đã tổ chức các hệ thống tên lửa đất đối không tầm xa nhằm bảo vệ cái khu vực trọng yếu ở Vương quốc Liên hiệp Anh và Bắc Ireland. Trong thế chiến II, lực lượng Thủy quân lục chiến Hoàng gia Anh cũng cung cấp các đơn vị phòng không chủ yếu ở dùng để phòng thủ các căn cứ hải quân cơ động, lực lượng này cũng được hợp thành với phòng không lục quân Anh.
Một đơn vị phòng không cơ bản thường bao gồm một khẩu đội với từ 2 đến 12 pháo hoặc tên lửa phòng không và một trung tâm điều khiển hỏa lực. Những khẩu đội này thường được triển khai ở các khu vực nhỏ, nhưng đôi khi có thể được chia ra, thường là cho các hệ thống tên lửa. Đối với các hệ thống phòng không tầm ngắn, chúng thường được triển khai dọc khu vực với các bệ phóng cách nhau vài km, còn các Vũ khí phòng không tự hành thường được triển khai theo cặp.
Các khẩu đội thường được hợp thành các tiểu đoàn hoặc các cấp tổ chức tuơng đuơng. Trong tập đoàn quân, một tiểu đoàn pháo phòng không hạng nhẹ hay phòng không tầm thấp thường được tổ chức thành các sư đoàn cơ động. Các pháo phòng không cỡ nòng lớn và tên lửa tầm xa thừong được bố trí thành các lữ đoàn và chịu sự chỉ huy bởi các chỉ huy thuộc quân đoàn hoặc cao hơn. Còn các lực lượng phòng không lãnh thổ quốc gia sẽ có tổ chức đầy đủ.

## Lịch sử

### Thời kì đầu
Trong Nội chiến Hoa Kỳ, Liên minh miền Nam Hoa Kỳ đã phải tìm cách để chống lại các khinh khí cầu của Quân đội Hoa Kỳ, bao gồm sử dụng pháo, vũ khí hạng nhẹ và cử người phá hoại các khinh khí cầu. Các nổ lực này đã làm thất bại ý đồ của Hoa Kỳ và buộc Quân đoàn khinh khí cầu lục quân đã phải giải thể trong giữa cuộc chiến. 
Các dân tộc Turk đã thực hiện chiến dịch phòng không đàu tiên trong lịch sử trong Chiến tranh Ý – Thổ Nhĩ Kỳ. Dù thiếu các vũ khí phòng không, họ đã bắn hạ một máy bay bằng súng trường. Máy bay đầu tiên bị bắn hạ là của trung úy Piero Manzini vào ngày 25 tháng 8 năm 1912.

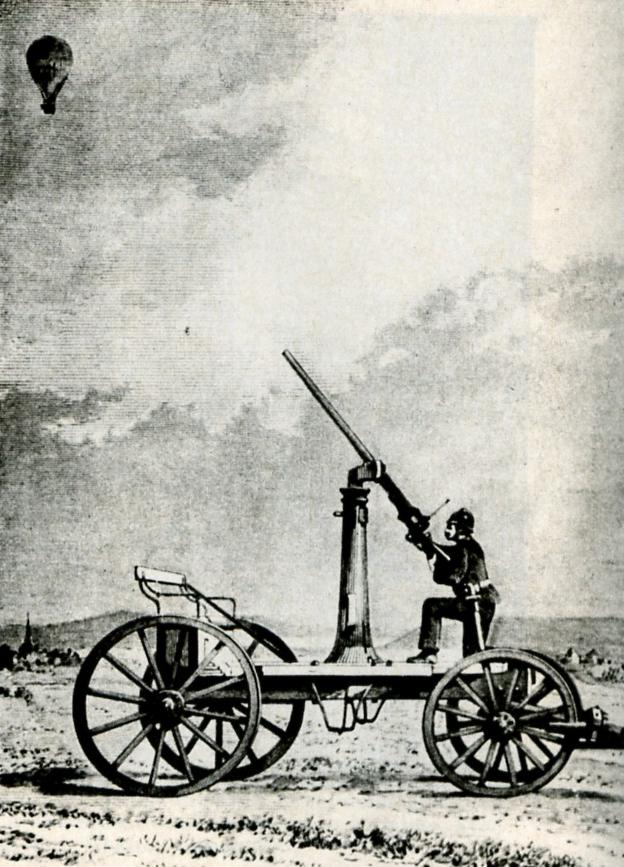
Ballonabwehrkanone

Vũ khí đầu tiên với vai trò chính là phòng không được biết đến trong Chiến tranh Pháp–Phổ năm 1870. Sau Trận Sedan, Paris bị vây hãm và các binh sĩ Pháp bên ngoài thành phố đã tìm cách giao tiếp với bên trong thông qua khinh khí cầu. Gustav Krupp đã tạo ra Ballonabwehrkanone (Pháo phòng thủ khinh khí cầu) hay BaK bằng cách gắn một khẩu pháo 1-pounder (37mm) lên trên một xe ngựa kéo với mục đích bắn hạ các khinh khí cầu này.
Tới đầu thế kỉ 20, việc sử dụng các loại khí cụ bay đã tạo sự chú ý. Nhiều loại đạn đã được chế tạo như nổ mảnh, đạn cháy, đạn vạch đường,... Ngòi nổ có đa chức năng cũng được xem xét. Các loại pháo thường được đặt trên chân đế hoặc trên nền đất. Các loại pháo phòng không tiêu biểu trong thời kì này bao gồm: Pháo 65 mm 9-pounder, pháo 75 mm 12-pounder, pháo QF 4-inch, pháo QF 1-pounder pom-pom,...

### Chiến tranh thế giới thứ nhất
Ngày 30 tháng 11 năm 1915, bộ binh của Quân đội Serbia đã phát hiện 3 máy bay tiếp cận Kragujevac. Các binh sĩ đã bắn các máy bay bằng súng Shotgun và súng máy nhưng đã thất bại trong việc ngăn chặn máy bay ném 45 quả bom vào thành phố, đánh trúng các cơ sở quân sử, trạm tàu và nhiều mục tiêu khác trong thành phố. Trong trận không kích, Binh nhì Radoje Ljutovac đã dùng pháo bắn trúng một máy bay và làm nó rơi xuống. Nó đã rơi vào thành phố và 2 phi công đều tử nạn. Khẩu pháo đã được dụng không phải là pháo phòng không mà chỉ là một phiên bản sửa đổi của một khẩu pháo mặt đất thu được trong Chiến tranh Balkan lần thứ nhất. Sự kiện này đánh dấu trong lịch sử quân sự việc một máy bay quân sự bị bắn hạ bởi một hỏa lức đất đối không.
Người Anh nhận thấy vai trò của khả năng phòng không vài tuần trước thế chiến i bùng nổ; ngày 8 tháng 7 năm 1914, tờ the New York Times nói rằng chính quyền Anh đã đặt các tháp xung quanh Quần đảo Anh, mỗi tháp trang bị 2 pháo bắn nhanh với thiết kế đặc biệt, trong khi các tháp tròn khác sẽ được đặt xung quanh các công trình hải quân và các điểm trọng yếu khác. Tới tháng 12 năm 1914, Hải quân Hoàng gia tự nguyện đã đặt các pháo phòng không và đèn tìm kiếm ở các cảng. 